# Gabriel Aguilera
Gabriel Vladimir Aguilera Bolaños (Ciudad de Guatemala, 31 de enero de 1980) es un abogado, notario y funcionario guatemalteco que se desempeña como Magistrado Presidente del Tribunal Supremo Electoral desde enero de 2025, también es magistrado del Tribunal Supremo Electoral desde marzo de 2020. Anteriormente fue ministro de Trabajo y Previsión Social de 2018 a 2020 durante el gobierno de Jimmy Morales.

## Biografía
Aguilera egresó como abogado y notario por la Universidad Francisco Marroquín, luego obtuvo una maestría en derecho de empresa en la Universidad de Navarra. Laboró como catedrático en la Universidad Francisco Marroquín, la Universidad del Istmo y la Universidad Rafael Landívar. Además, trabajó como asesor en el Ministerio de Relaciones Exteriores de 2010 a 2016 y asesor legislativo en el Congreso de la República de 2012 a 2014. Aparte del español nativo, Aguilera habla inglés y francés.
El 13 de septiembre de 2017, Aguilera fue nombrado como viceministro de Previsión Social. Un año después, el 18 de septiembre de 2018, fue nombrado como ministro de Trabajo y Previsión Social, en sustitución de Leticia Teleguario. Dejó el cargo el 14 de enero de 2020 luego del cambio de gobierno y fue sustituido por Rafael Lobos Madrid.
Fue elegido como magistrado vocal IV del Tribunal Supremo Electoral por el Congreso de la República, asumió el cargo el 20 de marzo de 2020. Como magistrado, le tocó supervisar el proceso para la convocatoria a las elecciones generales de 2023. El Ministerio Público pidió el retiro de su inmunidad por presuntas irregularidades en la adquisición del programa de Transmisión de Resultados Electorales Provisionales (TREP) que presentó los resultados preliminares durante la primera y segunda vuelta electoral.
Durante la mañana del 30 de septiembre de 2023, el Ministerio Público realizó un nuevo allanamiento en la sede del Tribunal Supremo Electoral para secuestrar las actas electorales que certificaban el conteo de los votos de las elecciones generales de 2023, Aguilera junto a sus compañeros magistrados realizaron una cadena humana para impedir que los policías y fiscales continuaran con este hecho. Él y sus compañeros fueron agredidos de manera física y verbal en el acto. Minutos después, la magistrada Blanca Alfaro, visiblemente afectada, dio una conferencia de prensa junto a Aguilera y el magistrado Mynor Franco. Alfaro expresó su consternación por los hechos también denunció amenazas e intimidaciones por parte de la fiscalía hacia trabajadores del tribunal electoral.